# Нейтральная демократическая партия

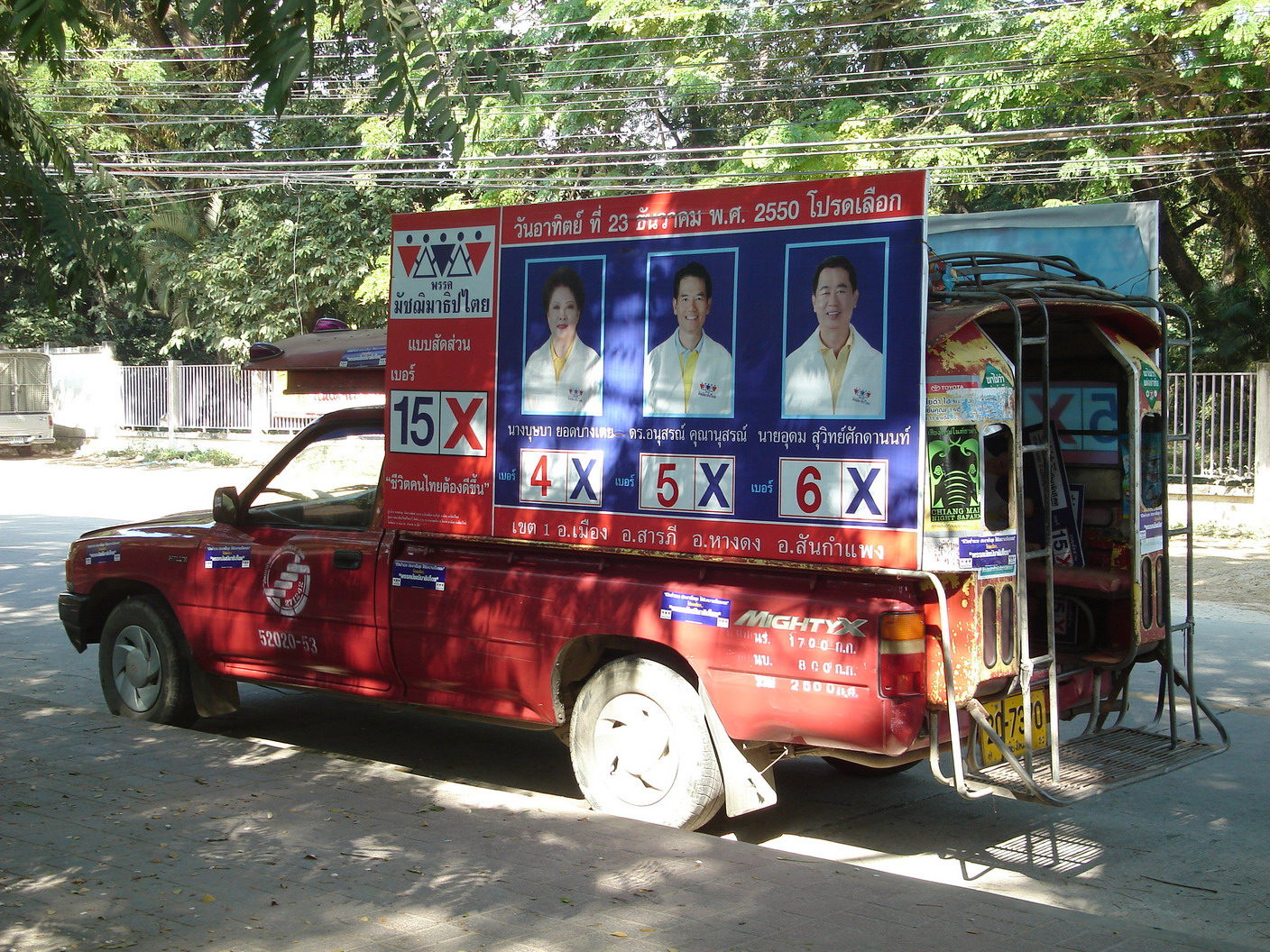
Автомобиль нейтральной Демократической партии в Чианг, май 2007

Нейтральная демократическая партия (Phak Matchima Thippathai พรรคมัชฌิมาธิปไตย) — таиландская политическая партия, основанная в 2006 году Сомсаком Сепсусином (Somsak Thepsuthin), бывшая партия Thai Rak Thai Party Кабинета Министров. Партия известна своими популистскими высказываниями, что обеспечивало ей голоса избирателей.

## История
Нейтральная демократическая партия была основана в 2006 году Сомсаком Сепсусином. В свое время она планировала войти в партию «За Родину», а позже в «Роялистскую народную партию». Но этим планам было не суждено сбыться.
15 октября 2007 года лидером партии был избран Prachai Liewpairat, ранее бывший членом «Роялистской народной партиию», а Аннуван Сепсусин, жена Сомсака, была избрана генеральным секретарем партии.
Этот шаг вызвал недовольство в политическом истеблишменте Таиланда. Рождение новой партии во главе с женщиной, отвечающей за вторую по важности партию, взволновало избирателей. По мнению некоторых сторонников прав женщин, длительная борьба Таиланда за нарушение господства мужчин в политике привела к частичной победе. Известно, что  во втором правительстве Таксина в 2005 году только один из 36 министров кабинета министров и один губернатор из 76 были женщинами, и только 10 процентов членов парламента и сената были женщинами.
Нейтральная демократическая партия участвовала во всеобщих выборах 2007 года и выиграла 5,36% голосов (7 из 480 мест), что поставило её на шестое место среди всех партий Таиланда. В январе 2008 года Нейтральная демократическая партия для победы на выборах вошла в коалицию с шестью партиями.
В результате провальных для партии 2007 года лидер Нейтральной демократической партии  Прачай Левпайрат подал в отставку. 25 февраля 2008 года члены партии собрались на ежегодное собрание в провинции Сукхотай, родном городе Сомсак Сепсусина. Члены партии избрали нового лидера, генерального секретаря, заместителей руководителей, пресс-секретаря и новый исполнительный совет. Новым лидером Нейтральной демократической партии стал бывший генеральный секретарь, министр природных ресурсов и окружающей среды, Аннуван Тепшутин, а депутатом от провинции Чжай — Ната Понтива Накасаи стала новым генеральным секретарем партии. Нейтральная демократическая партия стала первой в стране партией, избравшей генеральным секретарем партии женщину.
2 декабря 2008 года, на фоне обвинений в электоральном мошенничестве во время выборов 2007 года, «Тайская народная партия» и «Нейтральная демократическая партия» были распущены Конституционным судом. Руководителям этих партий запретили заниматься политикой в течение пяти лет.  Вскоре после этого большинство бывших депутатов парламента Таиланда от этих партий собрались, чтобы основать Партию Чартхаипаттана (Партия развития тайской нации), которая с 2008 года является частью коалиционного правительства.

## Руководители партии
- Лидер: Anongwan Thepsuthin
- Генеральный секретарь: Porntiwa Nakasai
- Пресс-секретарь: Suphapornpong Chuanboon